# Vellozia echinata
Vellozia echinata är en enhjärtbladig växtart som beskrevs av Goethart och Johannes Jan Theodoor Henrard. Vellozia echinata ingår i släktet Vellozia och familjen Velloziaceae. Inga underarter finns listade.